# Chiriscus australis
Chiriscus australis là một loài chân đều trong họ Chaetiliidae. Loài này được Richardson miêu tả khoa học năm 1911.